# 대구본리초등학교
대구본리초등학교는 대한민국 대구광역시 달서구에 있는 공립 초등학교이다.

## 학교 연혁
- 1943년 6월 23일: 성서공립국민학교 부설 본리간이학교 인가
- 1944년 4월 27일: 본리공립국민학교 승격, 개교
- 1983년 3월 1일 남대구국민학교 개교와 함께 분리 이관
- 1985년 3월 1일 대구감삼국민학교 개교와 함께 분리 이관
- 1989년 11월 1일 대구덕인국민학교 개교와 함께 분리 이관
- 2000년 3월 1일 대구장기초등학교 개교와 함께 분리 이관
- 2003년 3월 1일 대구장동초등학교 개교와 함께 분리 이관
- 2016년: 운동장 인조잔디, 태양광발전기 설치, 신관 건설
- 2019년 2월 1일: 제70회 졸업식
- 2022년: 노후 물건 교체
- 2023년 3월 1일:제28대 김세환 교장선생님 부임
- 2024년 5월 28일: 제53회 전국소년체육대회 야구부 우승

## 참고 자료
- 대구본리초등학교 - 한국교육학술정보원 학교알리미

## 학교 상징

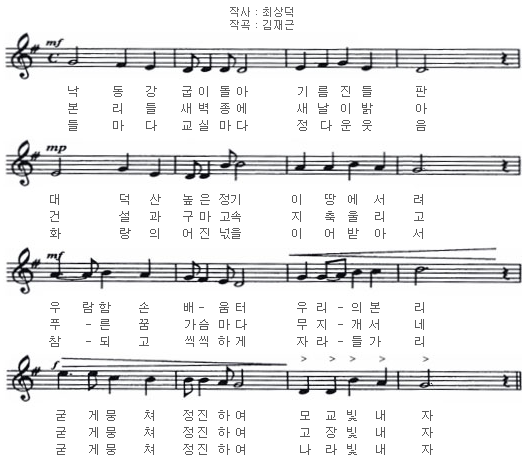
교가

| 학생 · 교사 · 학부모의 삼위일체 위에 지 · 덕 · 체를 겸비한 성실하고 유능한 애국인을 육성하는 전당임 |  |
| 다정한 모습, 아름다운 마음, 꾸준한 끈기                                                             |  |
| 변함없는 기상, 굳은 의지, 원만한 인간                                                               |  |
| --------------------------------------------------------------------------------------------------- |  |